# Alexandr Fier
Alexandr Fier (Joinville, 11 de març de 1988), és un jugador d'escacs brasiler, que té el títol de Gran Mestre des de 2007.
A la llista d'Elo de la FIDE de l'abril de 2021, hi tenia un Elo de 2569 punts, cosa que en feia el jugador número 3 (en actiu) del Brasil, i el 39è millor jugador en actiu d'Amèrica. El seu màxim Elo va ser de 2653 punts, a la llista de novembre de 2009 (posició 78 al rànquing mundial).

## Resultats destacats en competició
El 2005 guanyà la 72a edició del Campionat del Brasil, amb un punt i mig d'avantatge sobre Gilberto Milos. El 2006 va guanyar el Torneig 65 Anos da Federaçao a São Paulo, superant Gilberto Milos (2n) i Rafael Leitão (3r). L'agost de 2009 va participar al 8è Campionat Panamericà per equips, celebrat a Mendes (Rio de Janeiro), i hi obtingué la medalla d'or individual al tercer tauler.
El 2010, empatà als llocs 2n-7è al torneig Mayor's Cup de Mumbai (el campió fou Dmitri Kókarev).
Entre l'agost i el setembre de 2011 participà en la Copa del món de 2011, a Khanti-Mansisk, un torneig del cicle classificatori pel Campionat del món de 2013, i hi tingué una bona actuació. Avançà fins a la segona ronda, quan fou eliminat per Aleksandr Morozévitx (0-2). L'agost del 2014 va guanyar el XVI Obert de Sants sense haver perdut cap partida i fent 8½ punts de 10 possibles.
El 2015 empatà al segon lloc al Karpos Open a Skopje, amb 7 punts, mig per sota del campió, Ivan Ivanišević. El novembre de 2015 fou campió del 17è Obert Can Picafort amb 7 punts de 9.

### Participació en olimpíades d'escacs
Fier ha participat, representant Brasil, en quatre Olimpíades d'escacs en els anys 2004, 2006, 2010 i 2012, amb un resultat de (+19 =2 –12), per un 58,8% de la puntuació.